# Amethistzwam
De amethistzwam (Laccaria amethystina) of rodekoolzwam is een zwam uit de familie Hydnangiaceae. Het is een plaatjeszwam zonder manchet. De paddenstoel is vanwege de kleur genoemd naar de kwartsvariëteit amethist. De amethistzwam is eetbaar.

## Kenmerken
Omdat het vruchtlichaam een kleurenpalet heeft dat vergelijkbaar is met de rodekool (lila tot violet), wordt de amethistzwam ook wel rodekoolzwam genoemd. Bij droogte kan hij sterk verbleken. De hoed is vaak fijn geschubd. Een volwassen exemplaar heeft een diameter van 1 tot 6 cm. De plaatjes hebben dezelfde kleur als de hoed en staan ver uiteen, ze kunnen door sporen wit bestoven zijn. De amethistzwam is tot 10 cm hoog. Ook de kleur van de vezelige steel is gelijk aan die van de hoed. De sporen zijn 7-10 µm groot en voorzien van uitsteeksels die tot twee µm lang zijn.

## Leefomgeving
De amethistzwam komt voor in bossen en lanen op allerlei grondsoorten. Het is een mycorrhizapaddenstoel die samenleeft met beuk en eik en soms ook met naaldbomen. Het is een algemeen voorkomende fopzwam, die vanaf de zomer tot in de herfst aangetroffen kan worden.

## Foto's

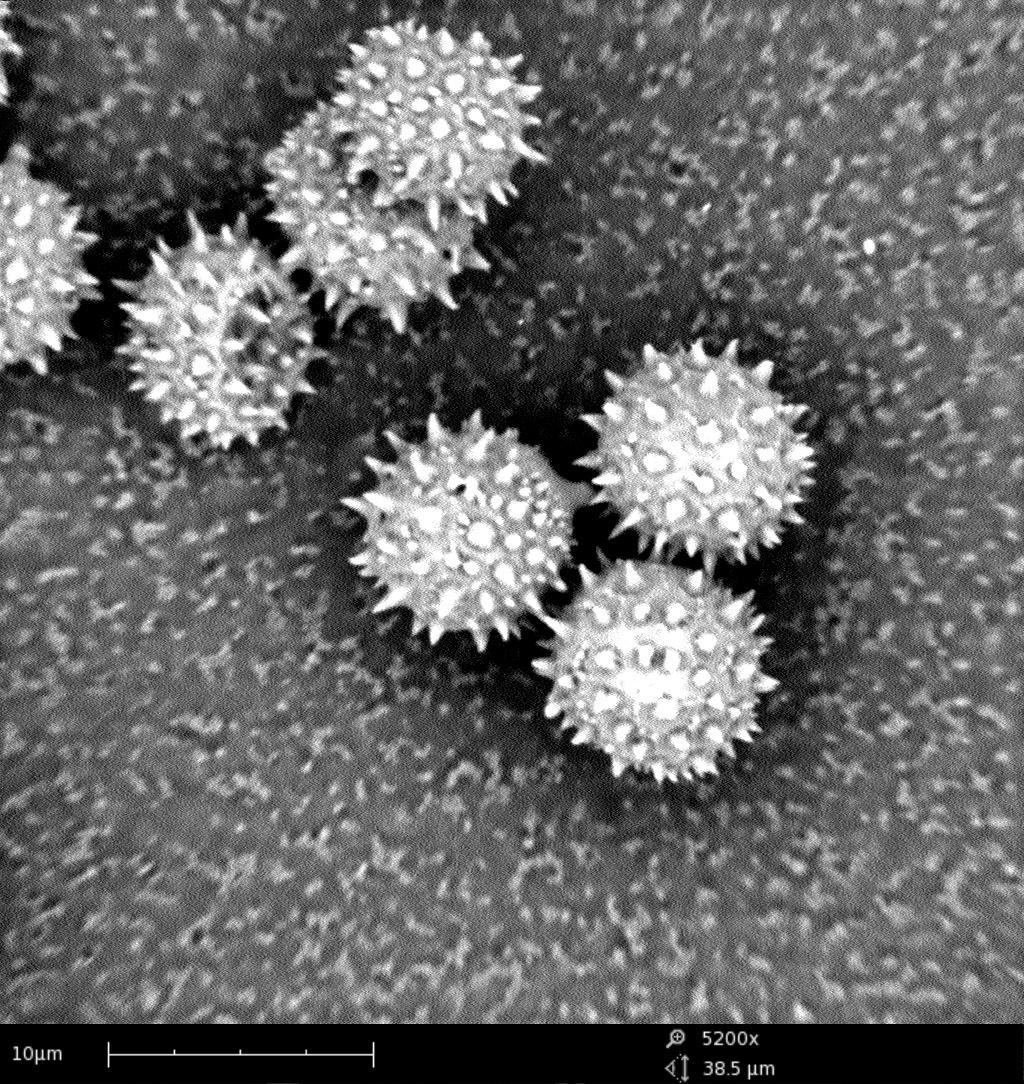
Elektronenmicroscopische afbeelding van sporen van de amethistzwam.
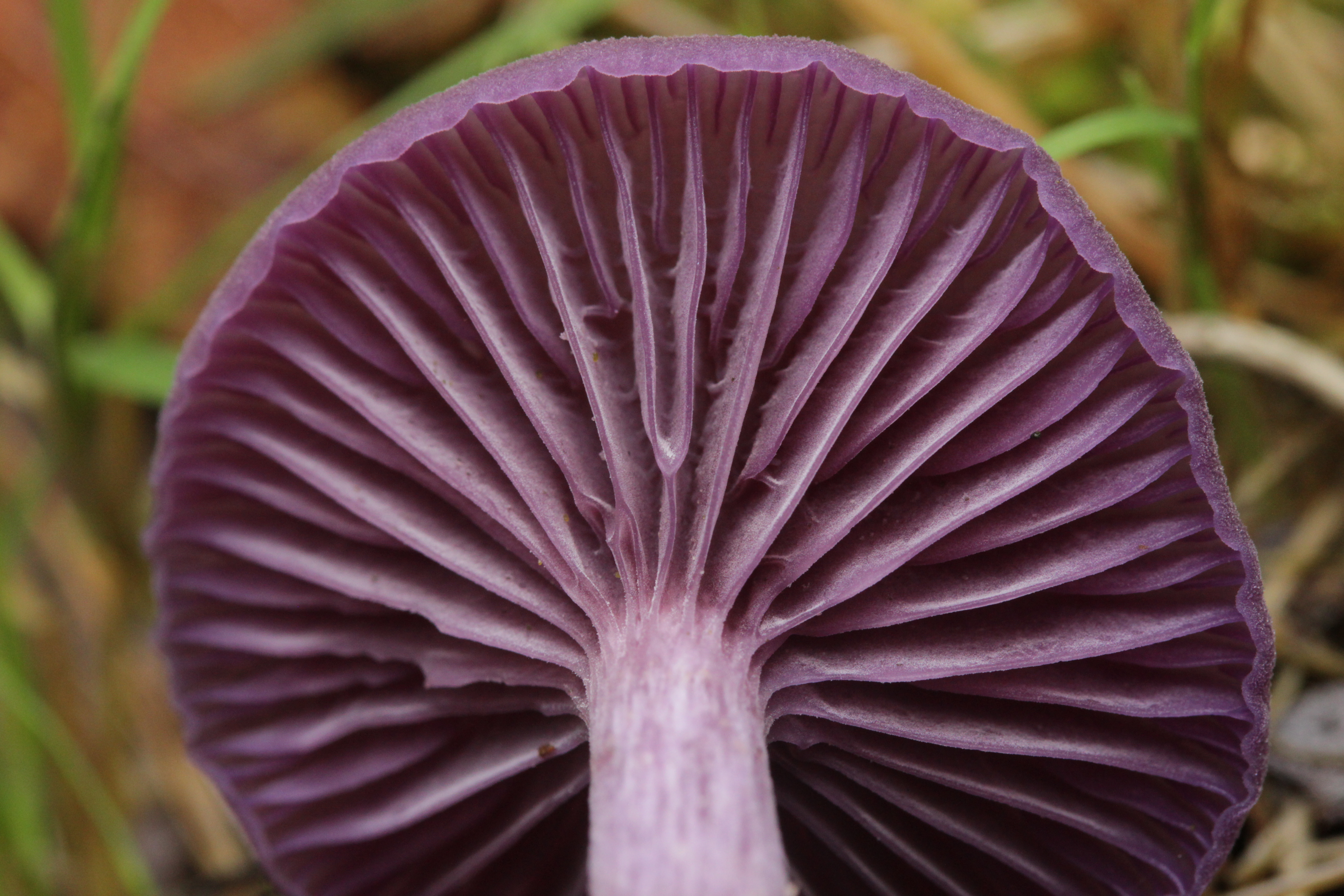
lamellen
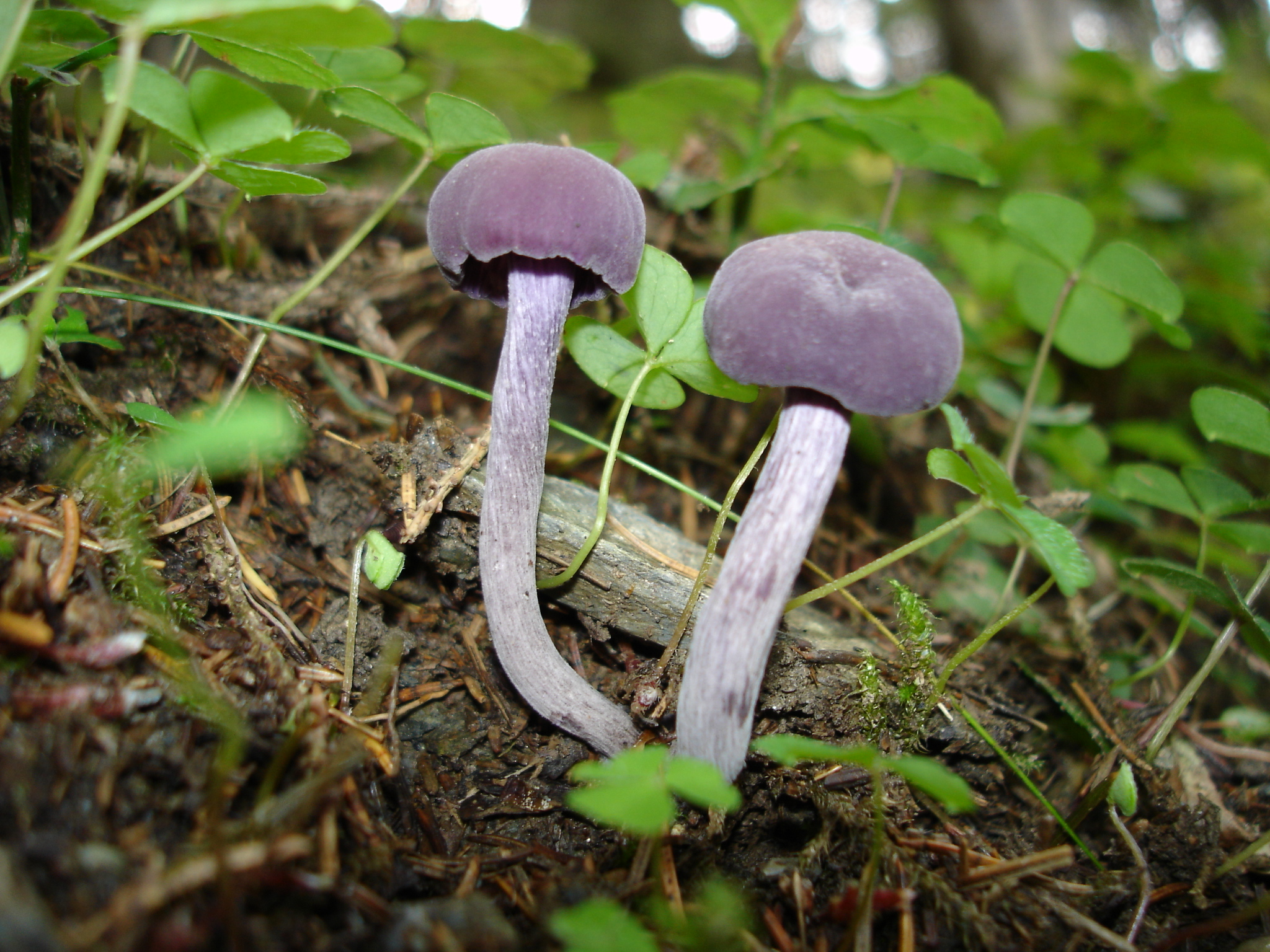
Twee vruchtlichamen